# Кардаши (Путивльский район)
Кардаши (укр. Кардаші) — село,
Сафоновский сельский совет,
Путивльский район,
Сумская область,
Украина.
Код КОАТУУ — 5923883809. Население по переписи 2001 года составляло 89 человек.

## Географическое положение
Село Кардаши находится в 3,5 км от правого берега реки Сейм.
На расстоянии в 1,5 км расположены сёла Зозулино и Чернобровкино, в 4,5 км — город Путивль.
К селу примыкает лесной массив урочище Спадщанский лес

## Происхождение и история
На территории Украины 3 населённых пункта с названием Кардаши.
С татарского языка «кардаш» переводится как родственник, братец, в переносном значении: друг.

## История
Село Кардаши основаны во второй половине XVI в.
В январе 1918 года здесь была установлена Советская власть. В 1941—1942 гг. помогали продовольствием бойцам Путивльского партизанского отряда С. А. Ковпака. Кроме того, они передавали народным мстителям разведывательные данные. На фронтах Великой Отечественной войны сражались 290 жителей села, 103 из них погибли смертью храбрых, 160 удостоены правительственных наград.